# Контрабас
Контраба́с — струнно-смичковий музичний інструмент, який має риси як скрипкового сімейства, так і сімейства віол. Загальна висота інструмента приблизно 2 м. На відміну від альта, форма деки якого на сьогодні аналогічна з сімейством скрипок, контрабас зберіг характеристичну віольну форму верхньої частини деки, адже так музикантові набагато зручніше грати у позиціях сольного грифа. Контрабас — це найнижчий за діапазоном струнно-смичковий інструмент симфонічного оркестру (якщо не брати до уваги октобас) . Його чотири струни, на відміну від інших струнно-смичкових інструментів симфонічного оркестру, налаштовуються по чистих квартах: E,A,D,G. Також застосовується п'ятиструнний контрабас з доданою п'ятою нижньою струною «C» чи зі спеціальним пристосуванням для подовження струни Е.

## Загальні поняття
Діапазон — від {\displaystyle E_{1}} ({\displaystyle C_{1}}) до {\displaystyle g^{1}}, в сольній практиці — значно вище. Нотується контрабас в басовому (іноді в теноровому та скрипковому) ключах на октаву вище за реальне звучання. В партитурі для симфонічного оркестру партія контрабаса пишеться нижче всіх інших партій.
Використовується як оркестровий та сольний (рідше) інструмент.

### Соло на контрабасі
Найчастіше для сольних творів контрабас налаштовують на тон вище, тобто стрій його стає F#, H, E, A. Це робиться для активнішого, гучного звуку.
В оркестровій практиці рідко застосовуються позиції так званого сольного грифа: ті позиції, що знаходяться буквально нижче, а по висоті інтонації — вище флажолета посередині струни. Тут грати значно складніше: великий палець знаходиться не під грифом, а на ньому: допомагає притискати струни іншим пальцям. Тут для отримання гарного звучання на руку треба покласти всю вагу тіла.

## Походження та розвиток інструмента
Безпосереднім попередником контрабаса була контрабасова віола да гамба зі строєм {\displaystyle D_{1}},{\displaystyle E_{1}},A,d, g. В середині XVII століття італійський майстер М. Тодіні, усунувши п'яту струну та ладки на деці, створює новий 4-струнний інструмент, що й отримав назву Контрабас. В симфонічному оркестрі вперше був використаний в 1701 р. композитором Дж. Альдровандіні. Проте обов'язковим учасником симфонічного оркестру контрабас стає лише в середині XVIII століття, початково дублюючи партію віолончелей октавою нижче. Пізніше, вже в творчості Л. ван Бетховена партія контрабаса стає самостійнішою. Контрабас починають використовувати також як сольний інструмент.
В середині XIX століття французький майстер Ж. Б. Вільом здійснює спробу сконструювати надвеликий контрабас довжиною 4 метри, що був названий октобас. Проте цей інструмент так і не був розповсюджений.
В XX столітті контрабас стає незмінним учасником джазових оркестрів. На відміну від симфонічної музики, в джазовій на контрабасі грають майже винятково прийомом pizzicato. Проте в другій половині XX століття з появою бас-гітари контрабас поступово витісняється з неакадемічної музики цим інструментом.

## Техніка гри на контрабасі
На контрабасі грають як стоячи, так і сидячи на високому стільці (в оркестрі), ставлячи інструмент косо перед собою. Висоту регулюють за допомогою шпиля. Прийоми гри на контрабасі такі ж самі, як і на скрипці, але великий розмір інструмента ускладнює переходи та швидкі пасажі.
Застосовуваний на практиці діапазон, як було сказано вище, контрабаса не великий, але музиканти, що досягли певного рівня техніки гри на інструменті, значно розширюють можливості інструмента.

## Виконавство

### Постановка рук
Через те, що на контрабасі струни настроєні по квартах, а також через великий розмір грифа інструмента, контрабасова аплікатура значно відрізняється, наприклад, від скрипкової: на контрабасі найчастіше використовуються тільки три пальці: перший, другий та четвертий (вказівний, середній та мізинець відповідно). Але у широких позиціях та позиціях сольного грифа може використовуватися і третій.
Коли виконавець притискає струну до грифа, її довжина скорочується, та висота звука підвищується.
В деяких місцях на струні від дотикання майже без притискання виходить флажолет.
Існує два способи ведення смичка:
- Французький (найпоширеніший) — коли тримають смичок зверху, великий палець знаходиться під тростю;
- Німецький (поширений в основному в Німеччині) — коли тримають смичок «збоку», великий палець знаходиться на трості.

### Штрихи
Подібно як і на інших струнно-смичкових інструментах, на контрабасі можливі такі штрихи:
- Detaché — кожна нота виконується окремим рухом смичка, шляхом зміни його напряму;
- Martélé — штрих, що виконується головкою смичка притисканням з силою;
- Staccato вниз і вгору смичком — уривчастий рух смичка із зупинкою (відрізняється від мартле тим, що на один рух смичка можна грати багато звуків, частіше два, чотири, вісім);
- Staccato volant — різновид стакато. При грі смичок підскакує, відриваючись від струн;
- Spiccato — штрих, який отримують киданням смичка на струну, виходить короткий уривчастий звук;
- Ricochet-saltato — штрих, що виконується ударами волоса піднятого смичка по струні, зазвичай виконується безперервною групою;
- Tremolo — багаторазове швидке повторення одного звуку або швидке чергування двох несусідніх звуків, двох співзвуч (інтервалів, акордів), окремого звуку та співзвуччя.
- Legato — зв'язне виконання звуків, при якому відбувається плавний перехід одного звука в інший, пауза між звуками відсутня.
- Col legno — удар держаком смичка по струні, звук дещо схожий на стукіт.

Окрім гри смичком, користуються зачіпанням струн одним з пальців правої руки (pizzicato). Також так робиться піцикато лівою рукою, що застосовується переважно в сольній літературі. 
Також існує спеціальний спосіб виділення обертони зі складу тембру звучної струни — флажолет. Виповнюється шляхом часткового притиснення струни в точці поділу її довжини на 2 (висота звучання струни підвищується на октаву), на 4 (дві октави) і т.п. 
На контрабасі легше грати в тих тональностях, які допускають найбільше застосування відкритих струн. Найзручніші пасажі — ті, які складені з гам або їх частин (їх можна грати в широкій позиції).